# Arrowverse
L'Arrowverse est un univers de fiction partagé centré sur plusieurs séries télévisées diffusées sur la chaîne The CW, développé par Greg Berlanti, Marc Guggenheim, Andrew Kreisberg, Phil Klemmer et Geoff Johns, et basé sur des personnages de DC Comics. L'univers partagé, à l'instar de l'univers DC dans la bande dessinée ou l'univers cinématographique DC, est créé en croisant des éléments communs entre les intrigues, les paramètres, le casting et les personnages. 
Les stars de l'Arrowverse sont Stephen Amell (Oliver Queen / Green Arrow), Melissa Benoist (Kara Danvers / Supergirl), Grant Gustin (Barry Allen / Flash), Megalyn Echikunwoke (Mari Jiwe McCabe / Vixen), l'ensemble des acteurs de Legends of Tomorrow, Arthur Darvill (Rip Hunter), Caity Lotz (Sara Lance / White Canary), Victor Garber (Martin Stein / Firestorm) et Brandon Routh (Ray Palmer / Atom).
La première série télévisée incluse dans l'Arrowverse est Arrow, fondée sur le personnage de Green Arrow, qui a débuté en octobre 2012. L'univers s'est élargi avec la série Flash en octobre 2014, qui est fondée sur Barry Allen / Flash, puis en août 2015, avec la série d'animation Vixen sur CW Seed, et à nouveau avec la série en live-action de l'équipe Legends of Tomorrow en janvier 2016. La franchise a également rassemblé des séries télévisées DC Comics diffusées sur d'autres chaînes de télévision : Matt Ryan, l'acteur principal de Constantine, est ainsi apparu dans la quatrième saison d'Arrow. La série Supergirl, à la suite de son déplacement de CBS vers CW, rejoint cet univers partagé. C'est ensuite Black Lightning qui débarque en janvier 2018, et enfin Batwoman qui est lancé en octobre 2019.
Wentworth Miller, John Barrowman et Katie Cassidy ont signé un accord pour apparaître à la fois dans les séries Arrow, Flash et Legends of Tomorrow, incarnant respectivement Leonard Snart / Captain Cold, Malcolm Merlyn / Dark Archer et Laurel Lance / Black Canary / Black Siren.

## Développement
En janvier 2012, The CW commande un pilote pour Arrow, centré autour du personnage Green Arrow et développé par Andrew Kreisberg, Greg Berlanti et Marc Guggenheim,. Stephen Amell est choisi pour incarner le rôle principal. Lors du développement de la série, Guggenheim s'est exprimé en disant que l'équipe créative a voulu « tracer [leur] propre chemin, [leur] propre destin », et éviter les connexions directes à la série Smallville, qui présentait son propre Green Arrow (Justin Hartley). En juillet 2013, il est annoncé que Berlanti, Kreisberg et Geoff Johns sont en train de créer un spin-off de la série fondé sur Flash. Le personnage, joué par l'acteur Grant Gustin, est apparu dans deux épisodes de la deuxième saison d'Arrow, apparitions servant de backdoor pilot pour la nouvelle série, bien qu'un traditionnel pilote fût finalement commandé à la place.
En janvier 2015, la CW annonce qu'une web-série animée mettant en vedette l'héroïne DC Vixen ferait ses débuts sur The CW Seed fin 2015 et qu'elle serait située dans le même univers que Arrow et Flash. Amell et Gustin reprenant leurs rôles respectifs dans le dessin animé, le personnage de Vixen devait faire une apparition live-action dans Flash et/ou Arrow. Le mois suivant, il est rapporté qu'un autre spin-off de la série, décrit comme une émission sur une équipe de super-héros, est examiné par The CW pour une possible diffusion à la mi-saison 2015-2016. Berlanti, Kreisberg, Guggenheim, et Sarah Schechter produiraient la série potentielle, qui aurait comme têtes d'affiche plusieurs personnages récurrents d'Arrow et Flash. En mai, CW confirme officiellement Legends of Tomorrow pour une première en janvier 2016,. En août, Pedowitz a affirmé qu'« il n'y a aucune intention, à ce stade, pour faire un autre spin-off sur quelque chose d'autre » pour l'ajouter à l'univers, mais après que Vixen est renouvelée pour une deuxième saison, il a déclaré que « si tout va bien, le personnage pourrait effectivement avoir un spin-off, si ce n'est, peut-être revenir en tant qu'une des Légendes » dans Legends of Tomorrow.
En août 2015, dans une vidéo à propos de la production de la première saison de Vixen, Guggenheim fait référence aux séries de l'univers partagé comme le "Arrowverse", ce que Kreisberg a confirmé être le nom que les producteurs utilisent. L'univers a également été évoqué par les médias comme le "Flarrowverse", "Berlanti-verse" et "DC TV-verset",,. En octobre, un autre showrunner d'Arrow, Wendy Mericle révèle que les producteurs ont commencé à employer quelqu'un pour tous les personnages et les scénarios utilisés dans chaque série, afin de s'assurer que les scénarios des différentes séries concordent.
En mai 2016, à la suite d'audiences décevantes et d'un prix de production jugé coûteux pour CBS, la série Supergirl rejoint la CW et intègre officiellement l'univers lors du crossover Invasion ramené par Flash rencontré lors du premier crossover Worlds Finest,.
En août 2016, CW annonce une web-série animée Freedom Fighters: The Ray pour CW Seed, avec l'intention que l'acteur casté pour Raymond "Ray" Terrill apparaisse dans les séries en live-action, un peu comme Mari McCabe / Vixen. Au mois de janvier 2017, la web-série d'animation Constantine est annoncée, également pour CW Seed. Matt Ryan est annoncé pour reprendre son rôle de John Constantine, après avoir été invité pour apparaitre dans la quatrième saison d'Arrow, ainsi que dans la courte série en live-action. Mais cette web-série, ne fait actuellement pas encore partie du Arrowverse. Peter Girardi en parle comme de l'Univers animé Constantine. Berlanti, Schechter et David S. Goyer, serviront en tant que producteurs exécutifs, Goyer étant été l'un des créateurs de la série en live-action.
En juillet 2018, une nouvelle série liée à l'Arrowverse est annoncée, centrée sur Kate Kane/Batwoman, toujours sur CW. Le personnage sera introduit dans le cross-over de la saison 2018-2019, avant d'avoir sa série, dirigée par Caroline Dries (connue pour The Vampire Diaries) avec Greg Berlanti, Sarah Schechter et Geoff Johns. Le mois suivant, Ruby Rose est choisie pour incarner le personnage. En janvier 2019, la CW commande un pilote qui sera tourné en mars à Vancouver comme les autres séries.
En mars 2019, Stephen Amell qui interprète Oliver Queen / Green Arrow depuis 2012, annonce la fin de la série Arrow au terme de sa huitième saison qui sera réduite, ne comptant que 10 épisodes.
En mai 2019, la CW annonce la commande d'une série Batwoman avec une diffusion prévue à l'automne 2019. La chaîne confirme au passage que le personnage participera au crossover Crisis On Infinite Earths réunissant les autres séries de l'univers.
En octobre 2019, la CW annonce le développement d'un spin-off de Arrow centrée sur les personnages de Mia Smoak, Laurel Lance et Dinah Drake intitulé Green Arrow & the Canaries. L'avant-dernier épisode de la saison 8 d'Arrow sert de backdoor.
Le même mois, la chaîne annonce la commande d'un pilote pour une série Superman & Lois avec Tyler Hoechlin et Bitsie Tulloch qui reprendront leurs rôles de Clark Kent / Superman et Lois Lane. En janvier 2020, la CW commande directement la série Superman & Lois sans attendre le tournage du pilote.
En décembre 2020, la CW annonce que l'acteur David Ramsey reprendra son rôle de John Diggle dans les séries Flash, Supergirl, Batwoman et Superman & Lois ainsi qu'un rôle mystère dans Legends of Tomorrow pour un arc spécial sur le personnage à la suite du final de Arrow. La chaîne confirme également qu'il réalisera 5 épisodes de ses séries. En mai 2021, le showrunner de Superman & Lois révèle que la pandémie COVID-19 a empêché les différentes séries de s'aligner correctement pour permettre une histoire continue pour l'acteur obligeant celui-ci à apparaître de manière désordonné dans les saisons en cours. L'acteur réalisera le septième épisode de la première saison de Superman & Lois, le huitième épisode de la saison 6 de Legends of Tomorrow et le douzième épisode de la saison 6 de Supergirl et apparaîtra dans les épisodes 12 des saisons 1 et 6 de Superman & Lois et Supergirl ainsi que dans le huitième épisode de Legends of Tomorrow et le seizième épisode de Batwoman. 
Lors de la saison 3 de Batwoman (2021-2022), Victoria Cartagena rejoint le casting principal et interprète une autre version de son personnage Renee Montoya, qu'elle avait déjà incarné lors de la première saison de Gotham (2014-2015).
En 2022, l'épisode finale de la seconde saison de Superman & Lois révèle que la série se déroule dans son propre univers et n'est pas lié à l'Arrowverse malgré des apparitions de David Ramsey et Jenna Dewan. Les producteurs de la série explique avoir pris la décision d'un commun accord avec DC Entertainment durant la saison 1 mais que DC n'avait pas autorisé les scénaristes à révéler l'information avant le final de la saison 2. Le script du pilote contenait des références aux séries Flash et Supergirl. Un crossover avec Batwoman était également prévu mais annulé par la CW en raison de la pandémie. 
Après le renouvellement de Flash pour une 9e saison, CW annonce l'arrêt de la série à l'issue des 13 premiers épisodes, annulant ainsi la vingtaine précédemment programmée, mettant un terme définitif à l'Arrowverse original lors de la saison 2023. Cette année-là, Brec Bassinger (Courtney Whitmore / Stargirl) et Grant Gustin (Barry Allen / Flash) apparaissent dans l'épisode 9 de la saison 4 de Titans.
En outre, la série Superman & Lois est renouvelée pour une quatrième saison qui sera la dernière de la série.
Bodhi Sabongui a ensuite réinterprété une version de son personnage dans une production DC. En effet, il a rejoué une version de Behrad Tomaz (nommé Amon Tomaz) dans le film Black Adam après l'avoir déjà interprété dans un épisode de la série Legends of Tomorrow (2018). Cette apparition ainsi que le film The Flash permettent de montrer que le multiverse DC continue et que des acteurs de l'Arrowverse pourraient reprendre leur rôle dans d'autres projets.

## Séries principales
| Arrow                     | 1 | Greg Berlanti, Andrew Kreisberg et Marc Guggenheim            | 23 | 10 octobre 2012 – 15 mai 2013 sur The CW       | 27 décembre 2013 – 7 mars 2014 sur Canal+ Family     |  |  |  |  |  |  |  |  |  |  |  |  |  |  |
| Arrow                     | 2 | Greg Berlanti, Andrew Kreisberg et Marc Guggenheim            | 23 | 9 octobre 2013 – 14 mai 2014 sur The CW        | 4 juillet 2014 – 12 septembre 2014 sur Canal+ Family |  |  |  |  |  |  |  |  |  |  |  |  |  |  |
| Arrow                     | 3 | Marc Guggenheim                                               | 23 | 8 octobre 2014 – 13 mai 2015 sur The CW        | 16 septembre 2015 – 19 novembre 2015 sur TF1         |  |  |  |  |  |  |  |  |  |  |  |  |  |  |
| Arrow                     | 4 | Wendy Mericle et Marc Guggenheim                              | 23 | 7 octobre 2015 – 25 mai 2016 sur The CW        | 13 septembre 2016 – 22 novembre 2016 sur TF1         |  |  |  |  |  |  |  |  |  |  |  |  |  |  |
| Arrow                     | 5 | Wendy Mericle et Marc Guggenheim                              | 23 | 5 octobre 2016 – 24 mai 2017 sur The CW        | 15 juillet 2017 sur Netflix                          |  |  |  |  |  |  |  |  |  |  |  |  |  |  |
| Arrow                     | 6 | Wendy Mericle et Marc Guggenheim                              | 23 | 12 octobre 2017 – 17 mai 2018 sur The CW       | 26 octobre 2017 - 31 mai 2018 sur Netflix            |  |  |  |  |  |  |  |  |  |  |  |  |  |  |
| Arrow                     | 7 | Beth Schwartz                                                 | 22 | 15 octobre 2018 – 13 mai 2019 sur The CW       | 29 octobre 2018 - 27 mai 2019 sur Netflix            |  |  |  |  |  |  |  |  |  |  |  |  |  |  |
| Arrow                     | 8 | Beth Schwartz                                                 | 10 | 15 octobre 2019 - 28 janvier 2020 sur The CW   | 29 octobre 2019 - 11 février 2020 sur Netflix        |  |  |  |  |  |  |  |  |  |  |  |  |  |  |
|                           |   |                                                               |    |                                                |                                                      |  |  |  |  |  |  |  |  |  |  |  |  |  |  |
| Flash                     | 1 | Andrew Kreisberg                                              | 23 | 7 octobre 2014 – 19 mai 2015 sur The CW        | 1er juillet 2015 - 10 septembre 2015 sur TF1         |  |  |  |  |  |  |  |  |  |  |  |  |  |  |
| Flash                     | 2 | Andrew Kreisberg, Gabrielle Stanton, et Aaron et Todd Helbing | 23 | 6 octobre 2015 – 24 mai 2016 sur The CW        | 11 juillet 2016 - 20 septembre 2016 sur TF1          |  |  |  |  |  |  |  |  |  |  |  |  |  |  |
| Flash                     | 3 | Todd et Aaron Helbing, et Andrew Kreisberg                    | 23 | 4 octobre 2016 – 23 mai 2017 sur The CW        | 19 juillet 2017 - 27 septembre 2017 sur TF1          |  |  |  |  |  |  |  |  |  |  |  |  |  |  |
| Flash                     | 4 | Todd Helbing et Andrew Kreisberg                              | 23 | 10 octobre 2017 – 22 mai 2018 sur The CW       | 9 juillet 2018 - 17 septembre 2018 sur TF1           |  |  |  |  |  |  |  |  |  |  |  |  |  |  |
| Flash                     | 5 | Todd Helbing                                                  | 22 | 9 octobre 2018 – 19 mai 2019 sur The CW        | 7 août 2019 - 4 septembre 2019 sur TF1               |  |  |  |  |  |  |  |  |  |  |  |  |  |  |
| Flash                     | 6 | Eric Wallace                                                  | 19 | 8 octobre 2019 - 13 mai 2020 sur The CW        | 16 décembre 2020 - 29 décembre 2020 sur TF1          |  |  |  |  |  |  |  |  |  |  |  |  |  |  |
| Flash                     | 7 | Eric Wallace                                                  | 18 | 2 mars 2021 - 21 juillet 2021 sur The CW       | 9 novembre 2021 - 4 janvier 2022 sur Syfy            |  |  |  |  |  |  |  |  |  |  |  |  |  |  |
| Flash                     | 8 | Eric Wallace                                                  | 18 | 17 novembre 2021 - 29 juin 2022 sur The CW     | 16 mars 2023 - 18 mai 2023 sur Syfy                  |  |  |  |  |  |  |  |  |  |  |  |  |  |  |
| Flash                     | 9 | Eric Wallace                                                  | 13 | 8 février 2023 - 24 mai 2023 sur The CW        | NC                                                   |  |  |  |  |  |  |  |  |  |  |  |  |  |  |
|                           |   |                                                               |    |                                                |                                                      |  |  |  |  |  |  |  |  |  |  |  |  |  |  |
| Constantine               | 1 | Daniel Cerone et David S. Goyer                               | 13 | 24 octobre 2014 - 13 février 2015 sur NBC      | 2017 sur Canalplay                                   |  |  |  |  |  |  |  |  |  |  |  |  |  |  |
|                           |   |                                                               |    |                                                |                                                      |  |  |  |  |  |  |  |  |  |  |  |  |  |  |
| Supergirl                 | 1 | Andrew Kreisberg et Greg Berlanti                             | 20 | 26 octobre 2015 – 18 avril 2016 sur CBS        | 2 novembre 2016 – 28 décembre 2016 sur Série Club    |  |  |  |  |  |  |  |  |  |  |  |  |  |  |
| Supergirl                 | 2 | Andrew Kreisberg et Greg Berlanti                             | 22 | 10 octobre 2016 – 22 mai 2017 sur The CW       | 1er novembre 2017 - 13 décembre 2017 sur Série Club  |  |  |  |  |  |  |  |  |  |  |  |  |  |  |
| Supergirl                 | 3 | Andrew Kreisberg, Jessica Queller et Robert Rovner            | 23 | 9 octobre 2017 – 18 juin 2018 sur The CW       | 4 novembre 2018 - 30 décembre 2018 sur Série Club    |  |  |  |  |  |  |  |  |  |  |  |  |  |  |
| Supergirl                 | 4 | Jessica Queller et Robert Rovner                              | 22 | 14 octobre 2018 – 19 mai 2019 sur The CW       | 10 novembre 2019 - 5 janvier 2020 sur Série Club     |  |  |  |  |  |  |  |  |  |  |  |  |  |  |
| Supergirl                 | 5 | Jessica Queller et Robert Rovner                              | 19 | 6 octobre 2019 - 18 mai 2020 sur The CW        | 30 octobre 2020 - 25 décembre 2020 Sur Série Club    |  |  |  |  |  |  |  |  |  |  |  |  |  |  |
| Supergirl                 | 6 | Jessica Queller et Robert Rovner                              | 20 | 30 mars 2021 - 9 novembre 2021 sur The CW      | 23 avril 2022 - 4 juin 2022 sur Série Club           |  |  |  |  |  |  |  |  |  |  |  |  |  |  |
|                           |   |                                                               |    |                                                |                                                      |  |  |  |  |  |  |  |  |  |  |  |  |  |  |
| Legends of Tomorrow       | 1 | Phil Klemmer et Chris Fedak                                   | 16 | 21 janvier 2016 – 19 mai 2016 sur The CW       | 17 septembre 2016 – 15 octobre 2016 sur TMC          |  |  |  |  |  |  |  |  |  |  |  |  |  |  |
| Legends of Tomorrow       | 2 | Phil Klemmer et Chris Fedak                                   | 17 | 13 octobre 2016 – 4 avril 2017 sur The CW      | 24 octobre 2017 - 12 décembre 2017 sur CStar         |  |  |  |  |  |  |  |  |  |  |  |  |  |  |
| Legends of Tomorrow       | 3 | Phil Klemmer et Marc Guggenheim                               | 18 | 10 octobre 2017 – 9 avril 2018 sur The CW      | 8 septembre 2018 - 3 novembre 2018 sur CStar         |  |  |  |  |  |  |  |  |  |  |  |  |  |  |
| Legends of Tomorrow       | 4 | Phil Klemmer et Keto Shimizu                                  | 16 | 22 octobre 2018 – 20 mai 2019 sur The CW       | 7 septembre 2019 - 26 octobre 2019 sur CStar         |  |  |  |  |  |  |  |  |  |  |  |  |  |  |
| Legends of Tomorrow       | 5 | Phil Klemmer et Keto Shimizu                                  | 15 | 14 janvier 2020 - 3 juin 2020 sur The CW       | 15 janvier 2021 sur Netflix                          |  |  |  |  |  |  |  |  |  |  |  |  |  |  |
| Legends of Tomorrow       | 6 | Phil Klemmer et Keto Shimizu                                  | 15 | 2 mai 2021 - 5 septembre 2021 sur The CW       | 8 juin 2022 en VOD                                   |  |  |  |  |  |  |  |  |  |  |  |  |  |  |
| Legends of Tomorrow       | 7 | Phil Klemmer et Keto Shimizu                                  | 13 | 14 octobre 2021 - 2 mars 2022 sur The CW       | 1er décembre 2023 sur Netflix                        |  |  |  |  |  |  |  |  |  |  |  |  |  |  |
|                           |   |                                                               |    |                                                |                                                      |  |  |  |  |  |  |  |  |  |  |  |  |  |  |
| Black Lightning           | 1 | Salim Akil                                                    | 13 | 16 janvier 2018 – 17 avril 2018 sur The CW     | 23 janvier 2018 - 24 avril 2018 sur Netflix          |  |  |  |  |  |  |  |  |  |  |  |  |  |  |
| Black Lightning           | 2 | Salim Akil                                                    | 16 | 16 octobre 2018 – 18 mars 2019 sur The CW      | 23 octobre 2018 sur Netflix                          |  |  |  |  |  |  |  |  |  |  |  |  |  |  |
| Black Lightning           | 3 | Salim Akil                                                    | 16 | 7 octobre 2019 - 10 mars 2020 sur The CW       | 26 mars 2020 sur Netflix                             |  |  |  |  |  |  |  |  |  |  |  |  |  |  |
| Black Lightning           | 4 | Salim Akil                                                    | 13 | 8 février 2021 - 24 mai 2021 sur The CW        | 29 juin 2021 sur Netflix                             |  |  |  |  |  |  |  |  |  |  |  |  |  |  |
|                           |   |                                                               |    |                                                |                                                      |  |  |  |  |  |  |  |  |  |  |  |  |  |  |
| Batwoman                  | 1 | Caroline Dries                                                | 20 | 6 octobre 2019 - 18 mai 2020 sur The CW        | 5 novembre 2020 - 21 janvier 2021 sur Warner TV      |  |  |  |  |  |  |  |  |  |  |  |  |  |  |
| Batwoman                  | 2 | Caroline Dries                                                | 18 | 17 janvier 2021 - 27 juin 2021 sur The CW      | 9 décembre 2021 - 3 février 2022 sur Warner TV       |  |  |  |  |  |  |  |  |  |  |  |  |  |  |
| Batwoman                  | 3 | Caroline Dries                                                | 13 | 14 octobre 2021 - 2 mars 2022 sur The CW       | 12 décembre 2022 - 23 janvier 2023 sur Warner TV     |  |  |  |  |  |  |  |  |  |  |  |  |  |  |
|                           |   |                                                               |    |                                                |                                                      |  |  |  |  |  |  |  |  |  |  |  |  |  |  |
| Web-séries                |   |                                                               |    |                                                |                                                      |  |  |  |  |  |  |  |  |  |  |  |  |  |  |
| Vixen                     | 1 | Marc Guggenheim et Keto Shimizu                               | 6  | 25 août 2015 – 29 septembre 2015 sur CW Seed   | 2017 sur Toonami                                     |  |  |  |  |  |  |  |  |  |  |  |  |  |  |
| Vixen                     | 2 | Marc Guggenheim et Keto Shimizu                               | 6  | 13 octobre 2016 – 18 novembre 2016 sur CW Seed | 2017 sur Toonami                                     |  |  |  |  |  |  |  |  |  |  |  |  |  |  |
|                           |   |                                                               |    |                                                |                                                      |  |  |  |  |  |  |  |  |  |  |  |  |  |  |
| Freedom Fighters: The Ray | 1 | Greg Berlanti et Marc Guggenheim                              | 6  | 8 décembre 2017 sur CW Seed                    | Sortie en film en 2018 sur iTunes                    |  |  |  |  |  |  |  |  |  |  |  |  |  |  |
| Freedom Fighters: The Ray | 2 | Greg Berlanti et Marc Guggenheim                              | 6  | 18 juillet 2018 sur CW Seed                    | Sortie en film en 2018 sur iTunes                    |  |  |  |  |  |  |  |  |  |  |  |  |  |  |
|                           |   |                                                               |    |                                                |                                                      |  |  |  |  |  |  |  |  |  |  |  |  |  |  |

## Invitées

### Séries
| Batman               | 1  | William Dozier et Lorenzo Semple, Jr.        | 34 | 12 janvier 1966 – 5 mai 1966 sur ABC                | 1967 sur ORTF Télévision 2                        |  |  |  |  |  |  |  |  |  |  |  |  |  |  |
| Batman               | 2  | William Dozier et Lorenzo Semple, Jr.        | 60 | 7 septembre 1966 – 30 mars 1967 sur ABC             | 1984 sur Canal+                                   |  |  |  |  |  |  |  |  |  |  |  |  |  |  |
| Batman               | 3  | William Dozier et Lorenzo Semple, Jr.        | 26 | 14 septembre 1967 – 14 mars 1968 sur ABC            | 1984 sur Canal+                                   |  |  |  |  |  |  |  |  |  |  |  |  |  |  |
|                      |    |                                              |    |                                                     |                                                   |  |  |  |  |  |  |  |  |  |  |  |  |  |  |
| Flash                | 1  | Danny Bilson et Paul De Meo                  | 22 | 20 septembre 1990 – 18 mai 1991 sur CBS             | 2 septembre 1992 - 9 décembre 1995 sur TF1/M6     |  |  |  |  |  |  |  |  |  |  |  |  |  |  |
|                      |    |                                              |    |                                                     |                                                   |  |  |  |  |  |  |  |  |  |  |  |  |  |  |
| Smallville           | 1  | Alfred Gough et Miles Millar                 | 21 | 16 octobre 2001 – 21 mai 2002 sur The WB            | 4 janvier 2003 – 15 mars 2003 sur M6              |  |  |  |  |  |  |  |  |  |  |  |  |  |  |
| Smallville           | 2  | Alfred Gough et Miles Millar                 | 23 | 24 septembre 2002 – 20 mai 2003 sur The WB          | 22 mars 2003 – 2 août 2003 sur M6                 |  |  |  |  |  |  |  |  |  |  |  |  |  |  |
| Smallville           | 3  | Alfred Gough et Miles Millar                 | 22 | 1er octobre 2003 – 19 mai 2004 sur The WB           | 17 avril 2004 – 17 août 2004 sur M6               |  |  |  |  |  |  |  |  |  |  |  |  |  |  |
| Smallville           | 4  | Alfred Gough et Miles Millar                 | 22 | 22 septembre 2004 – 18 mai 2005 sur The WB          | 23 avril 2005 – 2 juillet 2005 sur M6             |  |  |  |  |  |  |  |  |  |  |  |  |  |  |
| Smallville           | 5  | Alfred Gough et Miles Millar                 | 22 | 29 septembre 2005 – 11 mai 2006 sur The WB          | 15 avril 2006 – 8 juillet 2006 sur M6             |  |  |  |  |  |  |  |  |  |  |  |  |  |  |
| Smallville           | 6  | Alfred Gough et Miles Millar                 | 22 | 28 septembre 2006 – 17 mai 2007 sur The CW          | 24 mars 2007 – 23 juin 2007 sur M6                |  |  |  |  |  |  |  |  |  |  |  |  |  |  |
| Smallville           | 7  | Alfred Gough et Miles Millar                 | 20 | 27 septembre 2007 – 15 mai 2008 sur The CW          | 30 août 2008 – 16 octobre 2008 sur M6/W9          |  |  |  |  |  |  |  |  |  |  |  |  |  |  |
| Smallville           | 8  | Alfred Gough et Miles Millar                 | 22 | 18 septembre 2008 - 14 mai 2009 sur The CW          | 29 janvier 2010 – 19 mars 2010 sur TF6            |  |  |  |  |  |  |  |  |  |  |  |  |  |  |
| Smallville           | 9  | Alfred Gough et Miles Millar                 | 22 | 25 septembre 2009 - 14 mai 2010 sur The CW          | 26 avril 2010 – 28 juin 2010 sur TF6              |  |  |  |  |  |  |  |  |  |  |  |  |  |  |
| Smallville           | 10 | Alfred Gough et Miles Millar                 | 22 | 24 septembre 2010 - 13 mai 2011 sur The CW          | 6 mai 2011 – 23 juin 2011 sur TF6                 |  |  |  |  |  |  |  |  |  |  |  |  |  |  |
|                      |    |                                              |    |                                                     |                                                   |  |  |  |  |  |  |  |  |  |  |  |  |  |  |
| Les Anges de la nuit | 1  | Laeta Kalogridis                             | 13 | 9 octobre 2002 – 19 février 2003 sur The WB         | 21 mai 2003 – 21 avril 2004 sur TF6               |  |  |  |  |  |  |  |  |  |  |  |  |  |  |
|                      |    |                                              |    |                                                     |                                                   |  |  |  |  |  |  |  |  |  |  |  |  |  |  |
| Gotham               | 1  | Bruno Heller                                 | 22 | 22 septembre 2014 – 4 mai 2015 sur FOX              | 3 février 2016 – 30 mars 2016 sur TMC             |  |  |  |  |  |  |  |  |  |  |  |  |  |  |
| Gotham               | 2  | Bruno Heller                                 | 22 | 21 septembre 2015 – 23 mai 2016 sur FOX             | 6 avril 2016 – 8 juin 2016 sur TMC                |  |  |  |  |  |  |  |  |  |  |  |  |  |  |
| Gotham               | 3  | Bruno Heller                                 | 22 | 19 septembre 2016 – 5 juin 2017 sur FOX             | 22 janvier 2018 – 2 avril 2018 sur Warner TV      |  |  |  |  |  |  |  |  |  |  |  |  |  |  |
| Gotham               | 4  | Bruno Heller                                 | 22 | 22 septembre 2017 – 17 mai 2018 sur FOX             | 6 septembre 2018 – 15 novembre 2018 sur Warner TV |  |  |  |  |  |  |  |  |  |  |  |  |  |  |
| Gotham               | 5  | Bruno Heller                                 | 13 | 3 janvier 2019 – 25 avril 2019 sur FOX              | 26 septembre 2019 – 7 novembre 2019 sur Warner TV |  |  |  |  |  |  |  |  |  |  |  |  |  |  |
|                      |    |                                              |    |                                                     |                                                   |  |  |  |  |  |  |  |  |  |  |  |  |  |  |
| Lucifer              | 1  | Tom Kapinos                                  | 13 | 25 janvier 2016 – 25 avril 2016 sur Fox             | 2 janvier 2017 – 6 février 2017 sur 13e rue       |  |  |  |  |  |  |  |  |  |  |  |  |  |  |
| Lucifer              | 2  | Tom Kapinos                                  | 18 | 19 septembre 2016 – 29 mai 2017 sur Fox             | 13 février 2017 - 16 octobre 2017 sur 13e rue     |  |  |  |  |  |  |  |  |  |  |  |  |  |  |
| Lucifer              | 3  | Tom Kapinos                                  | 26 | 2 octobre 2017 – 28 mai 2018 sur Fox                | 2 avril 2018 - 18 juin 2018 sur 13e rue           |  |  |  |  |  |  |  |  |  |  |  |  |  |  |
| Lucifer              | 4  | Tom Kapinos                                  | 10 | 8 mai 2019 sur Netflix                              | 8 mai 2019 sur Netflix                            |  |  |  |  |  |  |  |  |  |  |  |  |  |  |
| Lucifer              | 5  | Tom Kapinos                                  | 16 | 21 août 2020 sur Netflix                            | 21 août 2020 sur Netflix                          |  |  |  |  |  |  |  |  |  |  |  |  |  |  |
| Lucifer              | 6  | Tom Kapinos                                  | 10 | 10 septembre 2021 sur Netflix                       | 10 septembre 2021 sur Netflix                     |  |  |  |  |  |  |  |  |  |  |  |  |  |  |
|                      |    |                                              |    |                                                     |                                                   |  |  |  |  |  |  |  |  |  |  |  |  |  |  |
| Titans               | 1  | Geoff Johns, Akiva Goldsman et Greg Berlanti | 11 | 12 octobre 2018 – 21 décembre 2018 sur DC Universe  | 11 janvier 2019 sur Netflix                       |  |  |  |  |  |  |  |  |  |  |  |  |  |  |
| Titans               | 2  | Geoff Johns, Akiva Goldsman et Greg Berlanti | 13 | 6 septembre 2019 – 29 novembre 2019 sur DC Universe | 10 janvier 2020 sur Netflix                       |  |  |  |  |  |  |  |  |  |  |  |  |  |  |
| Titans               | 3  | Geoff Johns, Akiva Goldsman et Greg Berlanti | 13 | 12 août 2021 - 21 octobre 2021 sur HBO Max          | 8 décembre 2021 sur Netflix                       |  |  |  |  |  |  |  |  |  |  |  |  |  |  |
| Titans               | 4  | Geoff Johns, Akiva Goldsman et Greg Berlanti | 13 | 3 novembre 2022 - 11 mai 2023 sur HBO Max           | 25 juin 2023 sur Netflix                          |  |  |  |  |  |  |  |  |  |  |  |  |  |  |
|                      |    |                                              |    |                                                     |                                                   |  |  |  |  |  |  |  |  |  |  |  |  |  |  |
| Doom Patrol          | 1  | Jeremy Carver                                | 15 | 15 février 2019 - 24 mai 2019 sur DC Universe       | 15 octobre 2019 - 26 novembre 2019 sur Syfy       |  |  |  |  |  |  |  |  |  |  |  |  |  |  |
| Doom Patrol          | 2  | Jeremy Carver                                | 9  | 25 juin 2020 - 6 août 2020 sur HBO Max              | 1er décembre 2020 - 22 décembre 2020 sur Syfy     |  |  |  |  |  |  |  |  |  |  |  |  |  |  |
| Doom Patrol          | 3  | Jeremy Carver                                | 10 | 23 septembre 2021 - 11 novembre 2021 sur HBO Max    | NC                                                |  |  |  |  |  |  |  |  |  |  |  |  |  |  |
| Doom Patrol          | 4  | Jeremy Carver                                | 10 | 8 décembre 2022 - 9 novembre 2023 sur HBO Max       | NC                                                |  |  |  |  |  |  |  |  |  |  |  |  |  |  |
|                      |    |                                              |    |                                                     |                                                   |  |  |  |  |  |  |  |  |  |  |  |  |  |  |
| Swamp Thing          | 1  | Mark Verheiden et Gary Dauberman             | 10 | 31 mai 2019 – 2 août 2019 sur DC Universe           | 1er juillet 2020 sur Prime Video                  |  |  |  |  |  |  |  |  |  |  |  |  |  |  |
|                      |    |                                              |    |                                                     |                                                   |  |  |  |  |  |  |  |  |  |  |  |  |  |  |
| Stargirl             | 1  | Geoff Johns                                  | 13 | 18 mai 2020 – 10 août 2020 sur DC Universe          | 11 janvier 2021 - 15 février 2021 sur Warner TV   |  |  |  |  |  |  |  |  |  |  |  |  |  |  |
| Stargirl             | 2  | Geoff Johns                                  | 13 | 11 août 2021 - 2 novembre 2021 sur The CW           | 18 janvier 2022 - 22 février 2022 sur Warner TV   |  |  |  |  |  |  |  |  |  |  |  |  |  |  |
| Stargirl             | 3  | Geoff Johns                                  | 13 | 31 août 2022 - 7 décembre 2022 sur The CW           | 5 mai 2023 - 9 juin 2023 sur Warner TV            |  |  |  |  |  |  |  |  |  |  |  |  |  |  |
|                      |    |                                              |    |                                                     |                                                   |  |  |  |  |  |  |  |  |  |  |  |  |  |  |
| Superman & Lois      | 1  | Todd Helbing                                 | 15 | 23 février 2021 - 20 juillet 2021 sur The CW        | 3 décembre 2021 - 14 janvier 2022 sur Salto       |  |  |  |  |  |  |  |  |  |  |  |  |  |  |
| Superman & Lois      | 2  | Todd Helbing                                 | 15 | 11 janvier 2022 - 28 juin 2022 sur The CW           | 19 janvier 2022 - 29 juin 2022 sur Salto          |  |  |  |  |  |  |  |  |  |  |  |  |  |  |
| Superman & Lois      | 3  | Todd Helbing                                 | 13 | 14 mars 2023 - 27 juin 2023 sur The CW              | NC                                                |  |  |  |  |  |  |  |  |  |  |  |  |  |  |
| Superman & Lois      | 4  | Todd Helbing                                 | 10 | 7 octobre 2024 - 2 décembre 2024 sur The CW         |                                                   |  |  |  |  |  |  |  |  |  |  |  |  |  |  |

Une série invitée est une série dont l'un de ces personnages est apparu dans le Arrowverse.
Une série invitée peut faire partie des séries principales si un de ces personnages devient récurrent (comme Constantine) ou si une de ces saisons contient 1 partie d'un crossover annuel (comme Supergirl).

## Courts-métrages
- 2015 : Superhero Fight Club
- 2015 : Guitar Hero Challenge
- 2016 : Superhero Fight Club 2.0
- 2018 : Suit Up
- 2020 : Nate AD
- 2020 : Cooped Up

### Films invités
| Batman           | Tim Burton         | 23 juin 1989     | 13 septembre 1989 |
| Superman Returns | Bryan Singer       | 21 juin 2006     | 12 juillet 2006   |
| Green Lantern    | Martin Campbell    | 17 juin 2011     | 10 août 2011      |
| Justice League   | Zack Snyder        | 17 novembre 2017 | 15 novembre 2017  |
| Black Adam       | Jaume Collet-Serra | 21 octobre 2022  | 19 octobre 2022   |
| The Flash        | Andrés Muschietti  | 16 juin 2023     | 14 juin 2023      |

## Crossovers
Peu après la création de l'univers étendu à partir de la série Arrow, des crossovers ont été pensés pour faire se rencontrer les héros des diverses productions. Ces Crossover sont devenus l'évènement annuel des super-héros du Arrowverse.
Flash vs. Arrow, en 2014
C'est le premier Crossover annuel de l'Arrowverse réunissant les deux séries de l'Univers Arrow et The Flash.
Pour capturer des criminels dans leurs villes respectives, les deux héros vont s'aider mutuellement face à Captain Boomerang et Rainbow Raider (en).
1. Flash vs. Arrow (Flash, saison 1, épisode 8)
2. The Brave and the Bold (Arrow, saison 3, épisode 8)

Heroes Join Forces, en 2015
C'est le deuxième Crossover annuel de l'Arrowverse réunnisant Arrow et The Flash et sert d'introduction à la future série Legends of Tomorrow qui réunit des personnages secondaires des deux séries.
Vandal Savage, un tueur immortel, vient à Central City puis Star City pour mettre la main sur une arme capable de tuer les seuls êtres qui peuvent l'arrêter (Hawkgirl et Hawkman).
1. Legends of Today (Flash, saison 2, épisode 8)
2. Legends of Yesterday (Arrow, saison 4, épisode 8)

Worlds Finest, en 2016
N'est pas un crossover annuel de l'univers mais sert à inclure la série Supergirl dans l'Arrowverse.
En essayant un générateur de tachyons devant augmenter sa vitesse, Barry Allen se retrouve sur Terre-38 et rencontre l'héroïne de National City, Supergirl.
1. Worlds Finest (Supergirl, saison 1, épisode 18)

Invasion!, en 2016
C'est le troisième Crossover annuel de l'Arrowverse réunissant les quatre séries: Arrow, The Flah, Legends of Tomorow et Supergirl.
Les Dominators, des extraterrestres tueurs, attaquent Terre-1. Arrow et Flash rassemblent toutes les forces possibles afin de combattre les envahisseurs : l'équipe des Legends et Supergirl sont ainsi appelés en renfort.
1. Medusa (Supergirl, saison 2, épisode 8, introduction)
2. Invasion! (1) (Flash, saison 3, épisode 8)
3. Invasion! (2) (Arrow, saison 5, épisode 8)
4. Invasion! (3) (Legends of Tomorrow, saison 2, épisode 7)

Duet, en 2017
Le second épisode réunissant uniquement Supergirl et Flash.
Le Music Meister (en) prend au piège Kara et Barry dans un univers de poche. Pour survivre, ils vont devoir suivre le script d'une comédie musicale.
1. Le prince de Daxam (Supergirl, saison 2, épisode 16, introduction)
2. Duet (Flash, saison 3, épisode 17)

Crisis on Earth-X, en 2017
C'est le quatrième crossover annuel de l'Arrowverse. L'événement introduit des personnages et éléments de la série d'animation Freedom Fighters: The Ray.
Lors du mariage de Barry et Iris sur Terre-1, les héros réunis pour l'occasion sont attaqués par des envahisseurs de Terre-X, une réalité alternative où le régime nazi domine le monde. Parmi ces envahisseurs, il y a les alter-egos maléfiques d'Arrow et de Supergirl...
1. Crisis on Earth-X, Part 1 (Supergirl, saison 3, épisode 8)
2. Crisis on Earth-X, Part 2 (Arrow, saison 6, épisode 8)
3. Crisis on Earth-X, Part 3 (Flash, saison 4, épisode 8)
4. Crisis on Earth-X, Part 4 (Legends of Tomorrow, saison 3, épisode 8)

Elseworlds, en 2018
Le Cinquième crossover de l'Arrowverse qui réunit cette fois The Flash, Supergirl et Arrow sans la série Legends of Tomorrow. Cet évènement sert aussi d'introduction à la série Batwoman et inclut la série The Flash de 1990 dans l'Arrowverse. Elseworlds sert aussi de préquel au prochain crossover de l'Arrowverse, teaser depuis la première saison de The Flash (2014): Crisis on Infinite Earths
Mar Novu, le Monitor (en), un être aux immenses pouvoirs, cherche parmi les réalités laquelle saura se défendre contre une menace à venir. Après l'échec des héros de Terre-90, dont seul le Flash a survécu, Novu confie le Livre du Destin au Dr John Deegan, un psychiatre de l'Asile d'Arkham aux idées radicales, pour réécrire la réalité et mettre à l'épreuve les héros. Ainsi, Barry Allen et Oliver Queen de Terre-I se réveillent dans la vie de l'autre,
1. Elseworlds, Part 1 (Flash, saison 5, épisode 9)
2. Elseworlds, Part 2 (Arrow, saison 7, épisode 9)
3. Elseworlds, Part 3 (Supergirl, saison 4, épisode 9)

Crisis on Infinite Earths, en 2019
Après la diffusion de la troisième et dernière partie du crossover Elseworlds, la CW annonce que le prochain événement s'appellera Crisis on Infinite Earths, du nom du crossover des comics DC du même nom, prévu pour l'automne 2019. C'est Le Sixième crossover annuel de l'Arrowverse et évènement Ultime de celui-ci teaser depuis plusieurs années. L'évènement réunit les séries de l'univers partagé : Arrow, The Flash, Supergirl, Legends of tomorrow et Batwoman. Mais pour l'occasion le crossover ramènera aussi plusieurs personnages d'anciennes séries et films DC comme Smallville, Les Anges de la nuit, Batman ou encore les films Superman Returns et Justice League. Le crossover intègre également le personnage de Black Lightning et des caméos des séries de la plate-forme DC Universe (Titans, Doom Patrol, Stargirl) et Lucifer
1. Crisis On Infinite Earths, Part 1 (Supergirl, saison 5 épisode 9)
2. Crisis On Infinite Earths, Part 2 (Batwoman, saison 1 épisode 9)
3. Crisis On Infinite Earths, Part 3 (The Flash, saison 6 épisode 9)
4. Crisis On Infinite Earths, Part 4 (Arrow, saison 8 épisode 8)
5. Crisis On Infinite Earths, Part 5 (Legends Of Tomorrow, saison 5 épisode 1)

Armageddon, en 2021
C'est le septième et dernier crossover annuel de l'Arrowverse, même si Eric Wallace ne considère pas cet évènement comme un crossover en raison qu'il ne se concentre que sur un seul personnage (Barry Allen) et se suit que sur une seule série (The Flash).
Une puissante menace extraterrestre arrive sur Terre dans des circonstances mystérieuses. Barry, Iris et le reste de la Team Flash sont poussés à leurs limites dans une bataille désespérée pour sauver le monde. Mais avec le temps qui passe et le sort de l'humanité en jeu, Flash et ses compagnons devront également faire appel à de vieux amis pour que les forces du bien l'emportent. L'événement se produit dans les cinq premiers épisodes de la huitième saison de The Flash. Plusieurs acteurs d'Arrowverse reprennent leurs rôles : Javicia Leslie (Ryan Wilder / Batwoman), Brandon Routh (Ray Palmer / Atom), Cress Williams (Jefferson Pierce / Black Lightning), Chyler Leigh (Alex Danvers / Sentinel), Katherine McNamara (Mia Queen / Green Arrow), Osric Chau (Ryan Choi), Tom Cavanagh (Eobard Thawne / Reverse Flash), Neal McDonough (Damien Darhk) et Courtney Ford (Nora Darhk). Melissa Benoist devait apparaitre dans l'évènement mais elle était occupée à tourner les derniers épisodes de la série Supergirl et Tyler Hoechlin a été approché pour apparaître dans le crossover, mais il n'a pas pu le faire en raison de conflits d'horaire et de restrictions liées au Covid-19.
1. Armageddon, Part 1 (The Flash, saison 8 épisode 1)
2. Armageddon, Part 2 (The Flash, saison 8 épisode 2)
3. Armageddon, Part 3 (The Flash, saison 8 épisode 3)
4. Armageddon, Part 4 (The Flash, saison 8 épisode 4)
5. Armageddon, Part 5 (The Flash, saison 8 épisode 5)

L'invité Surprise, en 2023
Cet épisode de la saison 9 de The Flash est souvent considéré comme un crossover car il réunit pour la dernière fois Grant Gustin (The Flash), Stephen Amel (Green Aroow / Le Spectre) dont la dernière apparition remonte à Crisis on infinity Earths, David Ramsey (John Diggle) et Keiynan Lonsdale (Kid Flash) dont la dernière apparition remonte à la saison 6 de The Flash. Donc dans ce cas il est le dernier crossover de l'Arrowverse et conclut donc comme la saison 9 de The Falsh (dernière série de l'univers) l'univers partagé de la CW.
1. L'invité Surprise (The Flash, saison 9 épisode 9)

## Distribution principale
| Personnages                                                           | Séries principales      | Séries principales           | Séries principales        | Séries principales      | Séries principales                | Séries principales            | Séries principales                       | Séries invitées         | Séries invitées         | Séries invitées               | Séries invitées                    | Séries invitées         | Séries invitées         | Séries invitées                         | Séries invitées         | Séries invitées         | Séries invitées                |  |
| Personnages                                                           | Arrow (2012 - 2020)     | Flash (2014) - 2023)         | Constantine (2014 - 2015) | Supergirl (2015 - 2021) | Legends of Tomorrow (2016 - 2022) | Black Lightning (2018 - 2021) | Batwoman (2019 - 2022)                   | Batman (1966 - 1968)    | Flash (1990 - 1991)     | Smallville (2001 - 2011)      | Les Anges de la nuit (2002 - 2003) | Lucifer (2016 - 2021)   | Titans (2018 - 2023)    | Doom Patrol (2019 - 2023)               | Swamp Thing (2019)      | Stargirl (2020 - 2023)  | Superman et Loïs (2021 - 2024) |  |
| Personnages                                                           | Distribution principale | Distribution principale      | Distribution principale   | Distribution principale | Distribution principale           | Distribution principale       | Distribution principale                  | Distribution principale | Distribution principale | Distribution principale       | Distribution principale            | Distribution principale | Distribution principale | Distribution principale                 | Distribution principale | Distribution principale | Distribution principale        |  |
| --------------------------------------------------------------------- | ----------------------- | ---------------------------- | ------------------------- | ----------------------- | --------------------------------- | ----------------------------- | ---------------------------------------- | ----------------------- | ----------------------- | ----------------------------- | ---------------------------------- | ----------------------- | ----------------------- | --------------------------------------- | ----------------------- | ----------------------- | ------------------------------ |  |
| Oliver Queen / Green Arrow                                            | Stephen Amell           | Stephen Amell                |                           | Stephen Amell           | Stephen Amell                     |                               | Stephen Amell                            |                         |                         | Justin Hartley                |                                    |                         |                         |                                         |                         |                         |                                |  |
| Laurel Lance / Black Canary / Black Siren                             | Katie Cassidy           | Katie Cassidy                |                           |                         | Katie Cassidy                     |                               |                                          |                         |                         |                               |                                    |                         |                         |                                         |                         |                         |                                |  |
| John « Dig » Diggle / Spartan                                         | David Ramsey            | David Ramsey                 |                           | David Ramsey            | David Ramsey                      |                               |                                          |                         |                         |                               |                                    |                         |                         |                                         |                         |                         | David Ramsey                   |  |
| Tommy Merlyn                                                          | Colin Donnell           |                              |                           |                         |                                   |                               |                                          |                         |                         |                               |                                    |                         |                         |                                         |                         |                         |                                |  |
| Thea Queen / Speedy                                                   | Willa Holland           | Willa Holland                |                           |                         |                                   |                               |                                          |                         |                         |                               |                                    |                         |                         |                                         |                         |                         |                                |  |
| Quentin Lance                                                         | Paul Blackthorne        | Paul Blackthorne             |                           |                         | Paul Blackthorne                  |                               |                                          |                         |                         |                               |                                    |                         |                         |                                         |                         |                         |                                |  |
| Moira Queen                                                           | Susanna Thompson        |                              |                           |                         |                                   |                               |                                          |                         |                         |                               |                                    |                         |                         |                                         |                         |                         |                                |  |
| Felicity Smoak Queen / Overwatch                                      | Emily Bett Rickards     | Emily Bett Rickards          |                           | Emily Bett Rickards     | Emily Bett Rickards               |                               |                                          |                         |                         |                               |                                    |                         |                         |                                         |                         |                         |                                |  |
| Sara Lance / White Canary                                             | Caity Lotz              | Caity Lotz                   |                           | Caity Lotz              | Caity Lotz                        |                               | Caity Lotz                               |                         |                         |                               |                                    |                         |                         |                                         |                         |                         |                                |  |
| Roy Harper / Arsenal                                                  | Colton Haynes           |                              |                           |                         |                                   |                               |                                          |                         |                         |                               |                                    |                         |                         |                                         |                         |                         |                                |  |
| Slade Wilson / Deathstroke                                            | Manu Bennett            |                              |                           |                         |                                   |                               |                                          |                         |                         |                               |                                    |                         | Esai Morales            |                                         |                         |                         |                                |  |
| Malcolm Merlyn / Dark Archer                                          | John Barrowman          | John Barrowman               |                           |                         | John Barrowman                    |                               |                                          |                         |                         |                               |                                    |                         |                         |                                         |                         |                         |                                |  |
| Curtis Holt / Mr Terrific                                             | Echo Kellum             |                              |                           |                         |                                   |                               |                                          |                         |                         |                               |                                    |                         |                         |                                         |                         |                         |                                |  |
| Adrian Chase / Simon Morrison / Prometheus                            | Josh Segarra            |                              |                           |                         |                                   |                               |                                          |                         |                         |                               |                                    |                         |                         |                                         |                         |                         |                                |  |
| Rene Ramirez / Wild Dog                                               | Rick Gonzalez           |                              |                           |                         |                                   |                               |                                          |                         |                         |                               |                                    |                         |                         |                                         |                         |                         |                                |  |
| Dinah Drake / Black Canary                                            | Juliana Harkavy         |                              |                           |                         |                                   |                               |                                          |                         |                         | Alaina Huffman                |                                    |                         |                         |                                         |                         |                         |                                |  |
| Ricardo Diaz / le Dragon                                              | Kirk Acevedo            |                              |                           |                         |                                   |                               |                                          |                         |                         |                               |                                    |                         |                         |                                         |                         |                         |                                |  |
| Emiko Queen/ Emiko Adashi/ Green Arrow                                | Sea Shimooka            |                              |                           |                         |                                   |                               |                                          |                         |                         |                               |                                    |                         |                         |                                         |                         |                         |                                |  |
| Mia Smoak / Blackstar / Green Arrow II                                | Katherine McNamara      | Katherine McNamara           |                           |                         |                                   |                               |                                          |                         |                         |                               |                                    |                         |                         |                                         |                         |                         |                                |  |
| William Clayton Queen                                                 | Ben Lewis               |                              |                           |                         |                                   |                               |                                          |                         |                         |                               |                                    |                         |                         |                                         |                         |                         |                                |  |
| Connor Hawke                                                          | Joseph David-Jones      |                              |                           |                         |                                   |                               |                                          |                         |                         |                               |                                    |                         |                         |                                         |                         |                         |                                |  |
| Mar Novu / The Monitor                                                | LaMonica Garrett        | LaMonica Garrett             |                           | LaMonica Garrett        | LaMonica Garrett                  |                               | LaMonica Garrett                         |                         |                         |                               |                                    |                         |                         |                                         |                         |                         |                                |  |
| Barry Allen / Flash                                                   | Grant Gustin            | Grant Gustin                 |                           | Grant Gustin            | Grant Gustin                      |                               | Grant Gustin                             |                         | John Wesley Shipp       |                               |                                    |                         |                         |                                         |                         | John Wesley Shipp       |                                |  |
| Iris West-Allen                                                       | Candice Patton          | Candice Patton               |                           | Candice Patton          | Candice Patton                    |                               | Candice Patton                           |                         |                         |                               |                                    |                         |                         |                                         |                         |                         |                                |  |
| Dr Harrison Wells                                                     | Tom Cavanagh            | Tom Cavanagh                 |                           | Tom Cavanagh            | Tom Cavanagh                      |                               | Tom Cavanagh                             |                         |                         |                               |                                    |                         |                         |                                         |                         |                         |                                |  |
| Eobard Thawne / Reverse-Flash                                         |                         | Tom Cavanagh / Matt Letscher |                           |                         | Matt Letscher                     |                               |                                          |                         |                         |                               |                                    |                         |                         |                                         |                         |                         |                                |  |
| Dr Caitlin Snow / Killer Frost / Frost                                | Danielle Panabaker      | Danielle Panabaker           |                           | Danielle Panabaker      | Danielle Panabaker                |                               |                                          |                         |                         |                               |                                    |                         |                         |                                         |                         |                         |                                |  |
| Francisco « Cisco » Ramon / Vibe                                      | Carlos Valdés           | Carlos Valdés                |                           | Carlos Valdés           | Carlos Valdés                     |                               |                                          |                         |                         |                               |                                    |                         |                         |                                         |                         |                         |                                |  |
| Joe West                                                              |                         | Jesse L. Martin              |                           | Jesse L. Martin         |                                   |                               |                                          |                         |                         |                               |                                    |                         |                         |                                         |                         |                         |                                |  |
| Eddie Thawne                                                          |                         | Rick Cosnett                 |                           |                         |                                   |                               |                                          |                         |                         |                               |                                    |                         |                         |                                         |                         |                         |                                |  |
| Wally West / Kid Flash                                                |                         | Keiynan Lonsdale             |                           |                         | Keiynan Lonsdale                  |                               |                                          |                         |                         |                               |                                    |                         |                         |                                         |                         |                         |                                |  |
| Clifford DeVoe / le Penseur                                           |                         | Neil Sandilands              |                           |                         |                                   |                               |                                          |                         |                         |                               |                                    |                         |                         |                                         |                         |                         |                                |  |
| Cecille Horton                                                        |                         | Danielle Nicolet             |                           | Danielle Nicolet        |                                   |                               |                                          |                         |                         |                               |                                    |                         |                         |                                         |                         |                         |                                |  |
| Nora West-Allen / XS                                                  |                         | Jessica Parker Kennedy       |                           | Jessica Parker Kennedy  |                                   |                               |                                          |                         |                         |                               |                                    |                         |                         |                                         |                         |                         |                                |  |
| Orlin Dwyer / Cicada                                                  |                         | Chris Klein                  |                           |                         |                                   |                               |                                          |                         |                         |                               |                                    |                         |                         |                                         |                         |                         |                                |  |
| Ralph Dibny / Elongated Man                                           |                         | Hartley Sawyer               |                           |                         |                                   |                               |                                          |                         |                         |                               |                                    |                         |                         |                                         |                         |                         |                                |  |
| Eva McCulloch / Mirror Monarch                                        |                         | Efrat Dor                    |                           |                         |                                   |                               |                                          |                         |                         |                               |                                    |                         |                         |                                         |                         |                         |                                |  |
| Chester P. Runk                                                       |                         | Brandon McKnight             |                           |                         |                                   |                               |                                          |                         |                         |                               |                                    |                         |                         |                                         |                         |                         |                                |  |
| Allegra Garcia                                                        |                         | Kayla Compton                |                           |                         |                                   |                               |                                          |                         |                         |                               |                                    |                         |                         |                                         |                         |                         |                                |  |
| John Constantine                                                      | Matt Ryan               | Matt Ryan                    | Matt Ryan                 |                         | Matt Ryan                         |                               | Matt Ryan                                |                         |                         |                               |                                    |                         |                         |                                         |                         |                         |                                |  |
| Zed Martin                                                            |                         |                              | Angélica Celaya           |                         |                                   |                               |                                          |                         |                         |                               |                                    |                         |                         |                                         |                         |                         |                                |  |
| Chas Chandler                                                         |                         |                              | Charles Halford           |                         |                                   |                               |                                          |                         |                         |                               |                                    |                         |                         |                                         |                         |                         |                                |  |
| Manny                                                                 |                         |                              | Harold Perrineau          |                         |                                   |                               |                                          |                         |                         |                               |                                    |                         |                         |                                         |                         |                         |                                |  |
| Kara Danvers / Kara Zor-El / Supergirl                                | Melissa Benoist         | Melissa Benoist              |                           | Melissa Benoist         | Melissa Benoist                   |                               | Melissa Benoist                          |                         |                         | Laura Vandervoort             |                                    |                         |                         |                                         |                         |                         |                                |  |
| Jimmy « James » Olsen / The Guardian                                  |                         |                              |                           | Mehcad Brooks           |                                   |                               |                                          |                         |                         | Aaron Ashmore                 |                                    |                         |                         |                                         |                         |                         |                                |  |
| Alexandra « Alex » Danvers                                            | Chyler Leigh            | Chyler Leigh                 |                           | Chyler Leigh            | Chyler Leigh                      |                               |                                          |                         |                         |                               |                                    |                         |                         |                                         |                         |                         |                                |  |
| Winslow « Winn » Schott, Jr / Toyman                                  |                         | Jeremy Jordan                |                           | Jeremy Jordan           |                                   |                               |                                          |                         |                         |                               |                                    |                         |                         |                                         |                         |                         |                                |  |
| Catherine « Cat » Grant                                               |                         |                              |                           | Calista Flockhart       |                                   |                               |                                          |                         |                         | Keri Lynn Pratt               |                                    |                         |                         |                                         |                         |                         |                                |  |
| Hank Henshaw / J'onn J'onzz / Martian Manhunter                       | David Harewood          | David Harewood               |                           | David Harewood          | David Harewood                    |                               |                                          |                         |                         |                               |                                    |                         |                         |                                         |                         |                         |                                |  |
| Clark Kent / Superman                                                 | Tyler Hoechlin          | Tyler Hoechlin               |                           | Tyler Hoechlin          | Tyler Hoechlin                    |                               | Tyler Hoechlin                           |                         |                         | Tom Welling                   |                                    |                         |                         |                                         |                         |                         | Tyler Hoechlin                 |  |
| Mon-El / Mike Matthews                                                |                         | Chris Wood                   |                           | Chris Wood              |                                   |                               |                                          |                         |                         |                               |                                    |                         |                         |                                         |                         |                         |                                |  |
| Maggie Sawyer                                                         |                         |                              |                           | Floriana Lima           |                                   |                               |                                          |                         |                         |                               |                                    |                         |                         |                                         |                         |                         |                                |  |
| Lena Luthor                                                           |                         |                              |                           | Katie McGrath           |                                   |                               |                                          |                         |                         | Cassidy Freeman               |                                    |                         |                         |                                         |                         |                         |                                |  |
| Samantha Arias / Reign                                                |                         |                              |                           | Odette Annable          |                                   |                               |                                          |                         |                         |                               |                                    |                         |                         |                                         |                         |                         |                                |  |
| Querl « Brainy » Dox / Brainiac 5                                     |                         |                              |                           | Jesse Rath              |                                   |                               |                                          |                         |                         |                               |                                    |                         |                         |                                         |                         |                         |                                |  |
| Benjamin Lockwood / agent Liberty                                     |                         |                              |                           | Sam Witwer              |                                   |                               |                                          |                         |                         |                               |                                    |                         |                         |                                         |                         |                         |                                |  |
| Nia Nal / Dreamer                                                     |                         |                              |                           | Nicole Maines           | Nicole Maines                     |                               |                                          |                         |                         |                               |                                    |                         |                         |                                         |                         |                         |                                |  |
| Lauren Haley                                                          |                         |                              |                           | April Parker Jones      |                                   |                               |                                          |                         |                         |                               |                                    |                         |                         |                                         |                         |                         |                                |  |
| Kelly Olsen / The Guardian II                                         |                         |                              |                           | Azie Tesfai             |                                   |                               |                                          |                         |                         |                               |                                    |                         |                         |                                         |                         |                         |                                |  |
| Lois Lane                                                             | Bitsie Tulloch          | Bitsie Tulloch               |                           | Bitsie Tulloch          | Bitsie Tulloch                    |                               | Bitsie Tulloch                           |                         |                         | Erica Durance                 |                                    |                         |                         |                                         |                         |                         | Bitsie Tulloch                 |  |
| Andrea Rojas / Acrata                                                 |                         |                              |                           | Julie Gonzalo           |                                   |                               |                                          |                         |                         |                               |                                    |                         |                         |                                         |                         |                         |                                |  |
| William Dey                                                           |                         |                              |                           | Staz Nair               |                                   |                               |                                          |                         |                         |                               |                                    |                         |                         |                                         |                         |                         |                                |  |
| Eve Teschmacher                                                       |                         |                              |                           | Andrea Brooks           |                                   |                               |                                          |                         |                         |                               |                                    |                         |                         |                                         |                         |                         |                                |  |
| Nyxlygsptlnz "Nyxly"                                                  |                         |                              |                           | Peta Sergeant           |                                   |                               |                                          |                         |                         |                               |                                    |                         |                         |                                         |                         |                         |                                |  |
| Raymond « Ray » Palmer / The Atom                                     | Brandon Routh           | Brandon Routh                |                           | Brandon Routh           | Brandon Routh                     |                               | Brandon Routh                            |                         |                         |                               |                                    |                         |                         |                                         |                         |                         |                                |  |
| Carter Hall / Hawkman / Prince Khufu / Scythian Torvil / Joe Boardman | Falk Hentschel          | Falk Hentschel               |                           |                         | Falk Hentschel                    |                               |                                          |                         |                         |                               |                                    |                         |                         |                                         |                         |                         |                                |  |
| Kendra Saunders / Hawkgirl / Edith Boardman / Prêtresse Shay-Ara      | Ciara Renée             | Ciara Renée                  |                           |                         | Ciara Renée                       |                               |                                          |                         |                         |                               |                                    |                         |                         |                                         |                         |                         |                                |  |
| Leonard Snart / Captain Cold                                          |                         | Wentworth Miller             |                           |                         | Wentworth Miller                  |                               | Wentworth Miller (voix)                  |                         |                         |                               |                                    |                         |                         |                                         |                         |                         |                                |  |
| Mick Rory / Heat Wave / Chronos                                       | Dominic Purcell         | Dominic Purcell              |                           | Dominic Purcell         | Dominic Purcell                   |                               | Dominic Purcell                          |                         |                         |                               |                                    |                         |                         |                                         |                         |                         |                                |  |
| Rip Hunter                                                            |                         |                              |                           |                         | Arthur Darvill                    |                               |                                          |                         |                         |                               |                                    |                         |                         |                                         |                         |                         |                                |  |
| Pr Martin Stein / Firestorm                                           | Victor Garber           | Victor Garber                |                           | Victor Garber           | Victor Garber                     |                               |                                          |                         |                         |                               |                                    |                         |                         |                                         |                         |                         |                                |  |
| Jefferson « Jax » Jackson / Firestorm                                 | Franz Drameh            | Franz Drameh                 |                           | Franz Drameh            | Franz Drameh                      |                               |                                          |                         |                         |                               |                                    |                         |                         |                                         |                         |                         |                                |  |
| Gideon                                                                |                         | Morena Baccarin (voix)       |                           |                         | Amy Pemberton (voix)              |                               |                                          |                         |                         |                               |                                    |                         |                         |                                         |                         |                         |                                |  |
| Nathaniel Heywood / Steel                                             | Nick Zano               |                              |                           |                         | Nick Zano                         |                               |                                          |                         |                         |                               |                                    |                         |                         |                                         |                         |                         |                                |  |
| Amaya Jiwe                                                            |                         |                              |                           |                         | Maisie Richardson-Sellers         |                               |                                          |                         |                         |                               |                                    |                         |                         |                                         |                         |                         |                                |  |
| Damien Darhk                                                          | Neal McDonough          | Neal McDonough               |                           |                         | Neal McDonough                    |                               |                                          |                         |                         |                               |                                    |                         |                         |                                         |                         |                         |                                |  |
| Zari Tomaz / Tarazi                                                   |                         |                              |                           |                         | Tala Ashe                         |                               |                                          |                         |                         |                               |                                    |                         |                         |                                         |                         |                         |                                |  |
| Ava Sharpe                                                            |                         |                              |                           |                         | Jes Macallan                      |                               |                                          |                         |                         |                               |                                    |                         |                         |                                         |                         |                         |                                |  |
| Eleanor / Nora Darhk                                                  |                         | Courtney Ford                |                           |                         | Courtney Ford                     |                               |                                          |                         |                         |                               |                                    |                         |                         |                                         |                         |                         |                                |  |
| Charlie                                                               |                         |                              |                           |                         | Maisie Richardson-Sellers         |                               |                                          |                         |                         |                               |                                    |                         |                         |                                         |                         |                         |                                |  |
| Mona Wu                                                               |                         |                              |                           |                         | Ramona Young                      |                               |                                          |                         |                         |                               |                                    |                         |                         |                                         |                         |                         |                                |  |
| Astra Logue                                                           |                         |                              |                           |                         | Olivia Swann                      |                               |                                          |                         |                         |                               |                                    |                         |                         |                                         |                         |                         |                                |  |
| Behrad Tarazi                                                         |                         |                              |                           |                         | Shayan Sobhian                    |                               |                                          |                         |                         |                               |                                    |                         |                         |                                         |                         |                         |                                |  |
| Gary Green                                                            |                         |                              |                           |                         | Adam Tsekhman                     |                               |                                          |                         |                         |                               |                                    |                         |                         |                                         |                         |                         |                                |  |
| Esperanza « Spooner » Cruz                                            |                         |                              |                           |                         | Lisseth Chavez                    |                               |                                          |                         |                         |                               |                                    |                         |                         |                                         |                         |                         |                                |  |
| Bishop                                                                |                         |                              |                           |                         | Raffi Barsoumian                  |                               |                                          |                         |                         |                               |                                    |                         |                         |                                         |                         |                         |                                |  |
| Kayla                                                                 |                         |                              |                           |                         | Aliyah O’Brien                    |                               |                                          |                         |                         |                               |                                    |                         |                         |                                         |                         |                         |                                |  |
| Jefferson Pierce / Black Lightning                                    |                         | Cress Williams               |                           |                         | Cress Williams                    | Cress Williams                |                                          |                         |                         |                               |                                    |                         |                         |                                         |                         |                         |                                |  |
| Lynn Pierce                                                           |                         |                              |                           |                         |                                   | Christine Adams               |                                          |                         |                         |                               |                                    |                         |                         |                                         |                         |                         |                                |  |
| Jennifer Pierce / Lightning                                           |                         |                              |                           |                         |                                   | China Anne McClain            |                                          |                         |                         |                               |                                    |                         |                         |                                         |                         |                         |                                |  |
| Anissa Pierce / Thunder                                               |                         |                              |                           |                         |                                   | Nafessa Williams              |                                          |                         |                         |                               |                                    |                         |                         |                                         |                         |                         |                                |  |
| Peter Gambi                                                           |                         |                              |                           |                         |                                   | James Remar                   |                                          |                         |                         |                               |                                    |                         |                         |                                         |                         |                         |                                |  |
| Tobias Whale                                                          |                         |                              |                           |                         |                                   | Marvin « Krondon » Jones III  |                                          |                         |                         |                               |                                    |                         |                         |                                         |                         |                         |                                |  |
| William Henderson                                                     |                         |                              |                           |                         |                                   | Damon Gupton                  |                                          |                         |                         |                               |                                    |                         |                         |                                         |                         |                         |                                |  |
| Khalil Payne                                                          |                         |                              |                           |                         |                                   | Jordan Calloway               |                                          |                         |                         |                               |                                    |                         |                         |                                         |                         |                         |                                |  |
| Kate Kane / Batwoman / Circe Sionis                                   | Ruby Rose               | Ruby Rose                    |                           | Ruby Rose               | Ruby Rose                         |                               | Ruby Rose saison 1 / Wallis Day saison 2 |                         |                         |                               |                                    |                         |                         |                                         |                         |                         |                                |  |
| Ryan Wilder / Batwoman                                                |                         | Javicia Leslie               |                           |                         |                                   |                               | Javicia Leslie                           |                         |                         |                               |                                    |                         |                         |                                         |                         |                         |                                |  |
| Jacob Kane                                                            |                         |                              |                           |                         |                                   |                               | Dougray Scott                            |                         |                         |                               |                                    |                         |                         |                                         |                         |                         |                                |  |
| Catherine Hamilton-Kane                                               |                         |                              |                           |                         |                                   |                               | Elizabeth Anweis                         |                         |                         |                               |                                    |                         |                         |                                         |                         |                         |                                |  |
| Sophie Moore                                                          |                         |                              |                           |                         |                                   |                               | Meagan Tandy                             |                         |                         |                               |                                    |                         |                         |                                         |                         |                         |                                |  |
| Luke Fox                                                              |                         |                              |                           |                         |                                   |                               | Camrus Johnson                           |                         |                         |                               |                                    |                         |                         |                                         |                         |                         |                                |  |
| Mary Hamilton                                                         |                         |                              |                           |                         |                                   |                               | Nicole Kang                              |                         |                         |                               |                                    |                         |                         |                                         |                         |                         |                                |  |
| Alice / Beth Kane                                                     |                         |                              |                           |                         |                                   |                               | Rachel Skarsten                          |                         |                         |                               |                                    |                         |                         |                                         |                         |                         |                                |  |
| Renee Montoya                                                         |                         |                              |                           |                         |                                   |                               | Victoria Cartagena                       |                         |                         |                               |                                    |                         |                         |                                         |                         |                         |                                |  |
| Jada Jet                                                              |                         |                              |                           |                         |                                   |                               | Robin Givens                             |                         |                         |                               |                                    |                         |                         |                                         |                         |                         |                                |  |
| Marquis Jet                                                           |                         |                              |                           |                         |                                   |                               | Nick Creegan                             |                         |                         |                               |                                    |                         |                         |                                         |                         |                         |                                |  |
| Bruce Wayne / Batman                                                  |                         |                              |                           |                         |                                   |                               | Kevin Conroy                             | Adam West               |                         |                               |                                    |                         |                         |                                         |                         |                         |                                |  |
| Dick Grayson / Robin)                                                 |                         |                              |                           | Burt Ward (caméo)       |                                   |                               |                                          | Burt Ward               |                         |                               |                                    |                         | Brenton Thwaites        |                                         |                         |                         |                                |  |
| Commissaire Gordon                                                    |                         |                              |                           |                         |                                   |                               |                                          | Neil Hamilton           |                         |                               |                                    |                         |                         |                                         |                         |                         |                                |  |
| Chef O'Hara                                                           |                         |                              |                           |                         |                                   |                               |                                          | Stafford Repp           |                         |                               |                                    |                         |                         |                                         |                         |                         |                                |  |
| Alfred Pennyworth                                                     |                         |                              |                           |                         |                                   |                               |                                          | Alan Napier             |                         |                               | Ian Abercrombie                    |                         |                         |                                         |                         |                         |                                |  |
| Tante Harriet Cooper                                                  |                         |                              |                           |                         |                                   |                               |                                          | Madge Blake             |                         |                               |                                    |                         |                         |                                         |                         |                         |                                |  |
| Barbara Gordon / Batgirl / Oracle                                     |                         |                              |                           |                         |                                   |                               |                                          | Yvonne Craig            |                         |                               | Dina Meyer                         |                         | Savannah Welch          |                                         |                         |                         |                                |  |
| Le Pingouin                                                           |                         |                              |                           |                         |                                   |                               |                                          | Burgess Meredith        |                         |                               |                                    |                         |                         |                                         |                         |                         |                                |  |
| Le Joker                                                              |                         |                              |                           |                         |                                   |                               |                                          | Cesar Romero            |                         |                               |                                    |                         |                         |                                         |                         |                         |                                |  |
| Catwoman                                                              |                         |                              |                           |                         |                                   |                               |                                          | Julie Newmar            |                         |                               |                                    |                         |                         |                                         |                         |                         |                                |  |
| Dr Christina « Tina » McGee                                           |                         | Amanda Pays                  |                           |                         |                                   |                               |                                          |                         | Amanda Pays             |                               |                                    |                         |                         |                                         |                         |                         |                                |  |
| Julio Mendez                                                          |                         |                              |                           |                         |                                   |                               |                                          |                         | Alex Désert             |                               |                                    |                         |                         |                                         |                         |                         |                                |  |
| Lex Luthor                                                            |                         |                              |                           | Jon Cryer               |                                   |                               |                                          |                         |                         | Michael Rosenbaum             |                                    |                         | Titus Welliver          |                                         |                         |                         | Michael Cudlitz                |  |
| Lana Lang                                                             |                         |                              |                           |                         |                                   |                               |                                          |                         |                         | Kristin Kreuk                 |                                    |                         |                         |                                         |                         |                         | Emmanuelle Chriqui             |  |
| Chloe Sullivan                                                        |                         |                              |                           |                         |                                   |                               |                                          |                         |                         | Allison Mack                  |                                    |                         |                         |                                         |                         |                         |                                |  |
| Pete Ross                                                             |                         |                              |                           |                         |                                   |                               |                                          |                         |                         | Sam Jones III                 |                                    |                         |                         |                                         |                         |                         |                                |  |
| Lionel Luthor                                                         |                         |                              |                           |                         |                                   |                               |                                          |                         |                         | John Glover                   |                                    |                         |                         |                                         |                         |                         |                                |  |
| Martha Kent                                                           |                         |                              |                           |                         |                                   |                               |                                          |                         |                         | Annette O'Toole               |                                    |                         |                         |                                         |                         |                         | Michele Scarabelli             |  |
| Jonathan Kent                                                         |                         |                              |                           |                         |                                   |                               |                                          |                         |                         | John Schneider                |                                    |                         |                         |                                         |                         |                         | Fred Henderson                 |  |
| Whitney Fordman                                                       |                         |                              |                           |                         |                                   |                               |                                          |                         |                         | Eric Johnson                  |                                    |                         |                         |                                         |                         |                         |                                |  |
| Jason Teague                                                          |                         |                              |                           |                         |                                   |                               |                                          |                         |                         | Jensen Ackles                 |                                    |                         |                         |                                         |                         |                         |                                |  |
| Davis Bloome / Doomsday                                               |                         |                              |                           |                         |                                   |                               |                                          |                         |                         | Sam Witwer                    |                                    |                         |                         |                                         |                         |                         |                                |  |
| General Zod                                                           |                         |                              |                           |                         |                                   |                               |                                          |                         |                         | Callum Blue                   |                                    |                         |                         |                                         |                         |                         |                                |  |
| Helena Kyle / Huntress                                                |                         | Ashley Scott (caméo)         |                           |                         |                                   |                               |                                          |                         |                         |                               | Ashley Scott                       |                         |                         |                                         |                         |                         |                                |  |
| Dinah Redmond-Lance                                                   |                         |                              |                           |                         |                                   |                               |                                          |                         |                         |                               | Rachel Skarsten                    |                         |                         |                                         |                         |                         |                                |  |
| Détective Jesse Reese-Hawke                                           |                         |                              |                           |                         |                                   |                               |                                          |                         |                         |                               | Shemar Moore                       |                         |                         |                                         |                         |                         |                                |  |
| Dr Harleen Quinzel / Harley Quinn                                     |                         |                              |                           |                         |                                   |                               |                                          |                         |                         |                               | Mia Sara                           |                         |                         |                                         |                         |                         |                                |  |
| Lucifer Morningstar                                                   |                         | Tom Ellis (caméo)            |                           |                         |                                   |                               |                                          |                         |                         |                               |                                    | Tom Ellis               |                         |                                         |                         |                         |                                |  |
| Chloe Decker                                                          |                         |                              |                           |                         |                                   |                               |                                          |                         |                         |                               |                                    | Lauren German           |                         |                                         |                         |                         |                                |  |
| Daniel « Dan » Espinoza                                               |                         |                              |                           |                         |                                   |                               |                                          |                         |                         |                               |                                    | Kevin Alejandro         |                         |                                         |                         |                         |                                |  |
| Amenadiel                                                             |                         |                              |                           |                         |                                   |                               |                                          |                         |                         |                               |                                    | D. B. Woodside          |                         |                                         |                         |                         |                                |  |
| Mazikeen Smith                                                        |                         |                              |                           |                         |                                   |                               |                                          |                         |                         |                               |                                    | Lesley-Ann Brandt       |                         |                                         |                         |                         |                                |  |
| Beatrice « Trixie » Espinoza                                          |                         |                              |                           |                         |                                   |                               |                                          |                         |                         |                               |                                    | Scarlett Estevez        |                         |                                         |                         |                         |                                |  |
| Dr Linda Martin                                                       |                         |                              |                           |                         |                                   |                               |                                          |                         |                         |                               |                                    | Rachael Harris          |                         |                                         |                         |                         |                                |  |
| Malcolm Graham                                                        |                         |                              |                           |                         |                                   |                               |                                          |                         |                         |                               |                                    | Kevin Rankin            |                         |                                         |                         |                         |                                |  |
| Ella Lopez                                                            |                         |                              |                           |                         |                                   |                               |                                          |                         |                         |                               |                                    | Aimee Garcia            |                         |                                         |                         |                         |                                |  |
| La déesse de la création / Charlotte Richards                         |                         |                              |                           |                         |                                   |                               |                                          |                         |                         |                               |                                    | Tricia Helfer           |                         |                                         |                         |                         |                                |  |
| Marcus Pierce / Caïn                                                  |                         |                              |                           |                         |                                   |                               |                                          |                         |                         |                               |                                    | Tom Welling             |                         |                                         |                         |                         |                                |  |
| Ève                                                                   |                         |                              |                           |                         |                                   |                               |                                          |                         |                         |                               |                                    | Inbar Lavi              |                         |                                         |                         |                         |                                |  |
| Aurora « Rory » Decker                                                |                         |                              |                           |                         |                                   |                               |                                          |                         |                         |                               |                                    | Brianna Hildebrand      |                         |                                         |                         |                         |                                |  |
| Koriand'r / Kory Anders / Starfire                                    |                         |                              |                           |                         | Anna Diop (caméo)                 |                               |                                          |                         |                         |                               |                                    |                         | Anna Diop               |                                         |                         |                         |                                |  |
| Garfield « Gar » Logan / Beast Boy                                    |                         |                              |                           |                         |                                   |                               |                                          |                         |                         |                               |                                    |                         | Ryan Potter             |                                         |                         |                         |                                |  |
| Rachel Roth / Raven                                                   |                         |                              |                           |                         | Teagan Croft (caméo)              |                               |                                          |                         |                         |                               |                                    |                         | Teagan Croft            |                                         |                         |                         |                                |  |
| Jason Todd / Robin II / Red Hood                                      |                         |                              |                           | Curran Walters (caméo)  | Curran Walters (caméo)            |                               |                                          |                         |                         |                               |                                    |                         | Curran Walters          |                                         |                         |                         |                                |  |
| Donna Troy / Wonder Girl                                              |                         |                              |                           |                         |                                   |                               |                                          |                         |                         |                               |                                    |                         | Conor Leslie            |                                         |                         |                         |                                |  |
| Hank Hall / Hawk                                                      |                         |                              |                           | Alan Ritchson (caméo)   | Alan Ritchson (caméo)             |                               |                                          |                         |                         |                               |                                    |                         | Alan Ritchson           |                                         |                         |                         |                                |  |
| Dawn Granger / Dove II                                                |                         |                              |                           |                         | Minka Kelly (caméo)               |                               |                                          |                         |                         |                               |                                    |                         | Minka Kelly             |                                         |                         |                         |                                |  |
| Conner Kent / Superboy                                                |                         |                              |                           |                         |                                   |                               |                                          |                         |                         |                               |                                    |                         | Joshua Orpin            |                                         |                         |                         |                                |  |
| Rose Wilson / Ravager                                                 |                         |                              |                           |                         |                                   |                               |                                          |                         |                         |                               |                                    |                         | Chelsea T. Zhang        |                                         |                         |                         |                                |  |
| Komand'r / Blackfire                                                  |                         |                              |                           |                         |                                   |                               |                                          |                         |                         |                               |                                    |                         | Damaris Lewis           |                                         |                         |                         |                                |  |
| Dr Jonathan Crane / l'Épouvantail                                     |                         |                              |                           |                         |                                   |                               |                                          |                         |                         |                               |                                    |                         | Vincent Kartheiser      |                                         |                         |                         |                                |  |
| Kay Challis / Crazy Jane                                              |                         |                              |                           |                         |                                   |                               |                                          |                         |                         |                               |                                    |                         |                         | Diane Guerrero et Skye Roberts (enfant) |                         |                         |                                |  |
| Rita Farr / Elasti-Girl                                               |                         |                              |                           |                         |                                   |                               |                                          |                         |                         |                               |                                    |                         |                         | April Bowlby                            |                         |                         |                                |  |
| Larry Trainor / Negative Man                                          |                         |                              |                           |                         |                                   |                               |                                          |                         |                         |                               |                                    |                         |                         | Matt Bomer (voix) et Matthew Zuk        |                         |                         |                                |  |
| Clifford Steele / Robotman                                            |                         |                              |                           |                         |                                   |                               |                                          |                         |                         |                               |                                    |                         |                         | Brendan Fraser (voix) et Riley Shanahan |                         |                         |                                |  |
| Victor Stone / Cyborg                                                 |                         |                              |                           |                         |                                   |                               |                                          |                         |                         |                               |                                    |                         |                         | Joivan Wade                             |                         |                         |                                |  |
| Eric Morden / Mr. Nobody                                              |                         |                              |                           |                         |                                   |                               |                                          |                         |                         |                               |                                    |                         |                         | Alan Tudyk                              |                         |                         |                                |  |
| Dr Niles Caulder / Le Chef                                            |                         |                              |                           |                         |                                   |                               |                                          |                         |                         |                               |                                    |                         |                         | Timothy Dalton                          |                         |                         |                                |  |
| Laura De Mille / Madame Rouge                                         |                         |                              |                           |                         |                                   |                               |                                          |                         |                         |                               |                                    |                         |                         | Michelle Gomez                          |                         |                         |                                |  |
| Dr Abby Arcane                                                        |                         |                              |                           |                         |                                   |                               |                                          |                         |                         |                               |                                    |                         |                         |                                         | Crystal Reed            |                         |                                |  |
| Maria Sunderland                                                      |                         |                              |                           |                         |                                   |                               |                                          |                         |                         |                               |                                    |                         |                         |                                         | Virginia Madsen         |                         |                                |  |
| Dr Alec Holland                                                       |                         |                              |                           |                         |                                   |                               |                                          |                         |                         |                               |                                    |                         |                         |                                         | Andy Bean               |                         |                                |  |
| Swamp Thing                                                           |                         |                              |                           |                         | Derek Mears (caméo)               |                               |                                          |                         |                         |                               |                                    |                         |                         |                                         | Derek Mears             |                         |                                |  |
| Matt Cable                                                            |                         |                              |                           |                         |                                   |                               |                                          |                         |                         |                               |                                    |                         |                         |                                         | Henderson Wade          |                         |                                |  |
| Liz Tremayne                                                          |                         |                              |                           |                         |                                   |                               |                                          |                         |                         |                               |                                    |                         |                         |                                         | Maria Sten              |                         |                                |  |
| Madame Xanadu                                                         |                         |                              |                           |                         |                                   |                               |                                          |                         |                         |                               |                                    |                         |                         |                                         | Jeryl Prescott          |                         |                                |  |
| Lucilia Cable                                                         |                         |                              |                           |                         |                                   |                               |                                          |                         |                         |                               |                                    |                         |                         |                                         | Jennifer Beals          |                         |                                |  |
| Avery Sunderland                                                      |                         |                              |                           |                         |                                   |                               |                                          |                         |                         |                               |                                    |                         |                         |                                         | Will Patton             |                         |                                |  |
| Courtney Whitmore / Stargirl                                          |                         |                              |                           |                         | Brec Bassinger (caméo)            |                               |                                          |                         |                         |                               |                                    |                         |                         |                                         |                         | Brec Bassinger          |                                |  |
| Yolanda Montez / Wildcat II                                           |                         |                              |                           |                         | Yvette Monreal (caméo)            |                               |                                          |                         |                         |                               |                                    |                         |                         |                                         |                         | Yvette Monreal          |                                |  |
| Beth Chapel / Doctor Mid-Nite II                                      |                         |                              |                           |                         | Anjelika Washington (caméo)       |                               |                                          |                         |                         |                               |                                    |                         |                         |                                         |                         | Anjelika Washington     |                                |  |
| Rick Tyler / Hourman II                                               |                         |                              |                           |                         | Cameron Gellman (caméo)           |                               |                                          |                         |                         |                               |                                    |                         |                         |                                         |                         | Cameron Gellman         |                                |  |
| Mike Dugan                                                            |                         |                              |                           |                         |                                   |                               |                                          |                         |                         |                               |                                    |                         |                         |                                         |                         | Trae Romano             |                                |  |
| Cynthia « Cindy » Burman / Shiv                                       |                         |                              |                           |                         |                                   |                               |                                          |                         |                         |                               |                                    |                         |                         |                                         |                         | Meg DeLacy              |                                |  |
| Cameron Mahkent                                                       |                         |                              |                           |                         |                                   |                               |                                          |                         |                         |                               |                                    |                         |                         |                                         |                         | Hunter Sansone          |                                |  |
| Barbara Whitmore                                                      |                         |                              |                           |                         |                                   |                               |                                          |                         |                         |                               |                                    |                         |                         |                                         |                         | Amy Smart               |                                |  |
| Patrick « Pat » Dugan / S.T.R.I.P.E.                                  |                         |                              |                           |                         | Luke Wilson (caméo)               |                               |                                          |                         |                         |                               |                                    |                         |                         |                                         |                         | Luke Wilson             |                                |  |
| Henry King Jr.                                                        |                         |                              |                           |                         |                                   |                               |                                          |                         |                         |                               |                                    |                         |                         |                                         |                         | Jake Austin Walker      |                                |  |
| Jordan Mahkent / Icicle                                               |                         |                              |                           |                         |                                   |                               |                                          |                         |                         |                               |                                    |                         |                         |                                         |                         | Neil Jackson            |                                |  |
| Henry King Sr. / Brainwave                                            |                         |                              |                           |                         |                                   |                               |                                          |                         |                         |                               |                                    |                         |                         |                                         |                         | Christopher James Baker |                                |  |
| Eclipso                                                               |                         |                              |                           |                         |                                   |                               |                                          |                         |                         |                               |                                    |                         |                         |                                         |                         | Nick E. Tarabay         |                                |  |
| Lawrence « Crusher » Crock / Sportsmaster                             |                         |                              |                           |                         |                                   |                               |                                          |                         |                         |                               |                                    |                         |                         |                                         |                         | Neil Hopkins            |                                |  |
| Paula Brooks / Tigress                                                |                         |                              |                           |                         |                                   |                               |                                          |                         |                         |                               |                                    |                         |                         |                                         |                         | Joy Osmanski            |                                |  |
| Jonathan Kent                                                         |                         |                              |                           |                         |                                   |                               |                                          |                         |                         |                               |                                    |                         |                         |                                         |                         |                         | Jordan Elsass / Michael Bishop |  |
| Jordan Kent                                                           |                         |                              |                           |                         |                                   |                               |                                          |                         |                         |                               |                                    |                         |                         |                                         |                         |                         | Alex Garfin                    |  |
| Kyle Cushing                                                          |                         |                              |                           |                         |                                   |                               |                                          |                         |                         |                               |                                    |                         |                         |                                         |                         |                         | Erik Valdez                    |  |
| Sarah Cushing                                                         |                         |                              |                           |                         |                                   |                               |                                          |                         |                         |                               |                                    |                         |                         |                                         |                         |                         | Inde Navarrette                |  |
| John Henry Irons                                                      |                         |                              |                           |                         |                                   |                               |                                          |                         |                         |                               |                                    |                         |                         |                                         |                         |                         | Wolé Parks                     |  |
| Sam Lane                                                              |                         |                              |                           | Glenn Morshower         |                                   |                               |                                          |                         |                         |                               |                                    |                         |                         |                                         |                         |                         | Dylan Walsh                    |  |
| Morgan Edge / Tal-Rho                                                 |                         |                              |                           |                         |                                   |                               |                                          |                         |                         | Rutger Hauer / Patrick Bergin |                                    |                         |                         |                                         |                         |                         | Adam Rayner                    |  |
| Chrissy Beppo                                                         |                         |                              |                           |                         |                                   |                               |                                          |                         |                         |                               |                                    |                         |                         |                                         |                         |                         | Sofia Hasmik                   |  |
| Natalie Irons                                                         |                         |                              |                           |                         |                                   |                               |                                          |                         |                         |                               |                                    |                         |                         |                                         |                         |                         | Tayler Buck                    |  |
| Bruno Mannheim                                                        |                         |                              |                           |                         |                                   |                               |                                          |                         |                         |                               |                                    |                         |                         |                                         |                         |                         | Chad Coleman                   |  |